# PanAmSat
PanAmSat war ein US-amerikanischer Anbieter von Telekommunikations-, Internet und Rundfunkdiensten mit Sitz in Wilton, Connecticut.
Das 1984 von Reynold Anselmo gegründete Unternehmen verfügte unter anderem über eigene Glasfasernetze und eine Flotte von 21 Satelliten. Neun Satelliten, die „Galaxy“-Serie, sind speziell für die Übertragung von HDTV-Sendungen vorgesehen. PanAmSat war nach eigenen Angaben der erste Betreiber eines privaten Satelliten.
1996 legten PanAmSat und Hughes Electronics ihre Satellitensparten zusammen, behielten jedoch den Namen PanAmSat bei. PanAmSat war an der New Yorker Börse notiert.
Am 20. Juni 2006 kaufte Intelsat für 3,2 Mrd. US-Dollar PanAmSat und übernahm die Satelliten.

## Vorstandsvorsitzende
- 1984–1995: Reynold Anselmo
- 1995–1999: Fred Landman
- 1999–2001: Douglas Kahn
- 2001–2006: Joseph R. Wright Jr.

## Die Satelliten
Alle Satelliten mit PanAmSat-Bezeichnung wurden in die Intelsat-Flotte eingegliedert.
| Satellit    | Position   | Startdatum    | Trägerrakete      | Status  | Empfangsgebiet                                        | Anmerkungen |
| ----------- | ---------- | ------------- | ----------------- | ------- | ----------------------------------------------------- | ----------- |
| Galaxy 3C   | 95° West   | 15. Juni 2002 | Zenit-3 SL        | aktiv   | Nordamerika                                           |             |
| Galaxy 4R   | 48° West   | 18. Apr. 2000 | Ariane 44L        | inaktiv | Nordamerika                                           |             |
| Galaxy 5    | 132° West  | 14. Mai 1992  | Atlas I           | inaktiv | Nordamerika                                           |             |
| Galaxy 9    | 167° Ost   | 24. Mai 1996  | Delta II 7925     | inaktiv | Nordamerika, Karibik                                  |             |
| Galaxy 10R  | 5° West    | 24. Jan. 2000 | Ariane 44L        | inaktiv | Nordamerika                                           |             |
| Galaxy 11   | 93° West   | 21. Dez. 1999 | Ariane 44L        | aktiv   | Nordamerika, Brasilien                                |             |
| Galaxy 12   | 129° West  | 8. Apr. 2003  | Ariane 5G         | aktiv   | Nordamerika, Karibik                                  |             |
| Galaxy 13   | 127° West  | 30. Sep. 2003 | Zenit-3 SL        | aktiv   | Vereinigte Staaten                                    |             |
| Galaxy 14   | 33° Ost    | 13. Aug. 2005 | Sojus-FG/Fregat   | aktiv   | Nordamerika, Karibik                                  |             |
| Galaxy 15   | 133° West  | 13. Okt. 2005 | Ariane 5GS        | aktiv   | Nordamerika, Alaska, Hawaii, Karibik                  |             |
| PanAmSat 1R | 45° West   | 15. Nov. 2000 | Ariane 44LP       | inaktiv | Nordamerika, Südamerika, Karibik, Afrika, Europa      |             |
| PanAmSat 2  | 174° Ost   | 8. Juli 1994  | Ariane 44L        | inaktiv | Asien, Australien, Russland                           |             |
| PanAmSat 3R | 43° West   | 12. Jan. 1996 | Ariane 44L        | inaktiv | Nordamerika, Südamerika, Afrika, Europa               |             |
| PanAmSat 4  | 72° Ost    | 3. Aug. 1995  | Ariane 42L        | inaktiv | Asien, Afrika, Naher Osten, Europa                    |             |
| PanAmSat 5  | 157° Ost   | 28. Aug. 1997 | Proton-K/Blok-DM3 | inaktiv | Mexiko                                                |             |
| PanAmSat 6B | 160° Ost   | 21. Dez. 1998 | Ariane 42L        | inaktiv | Südamerika                                            |             |
| PanAmSat 7  | 68,5° Ost  | 16. Sep. 1998 | Ariane 44LP       | inaktiv | Asien, Afrika, Naher Osten, Europa                    |             |
| PanAmSat 8  | 25,5° West | 4. Nov. 1998  | Proton-K/Blok-DM3 | inaktiv | Australien, Asien, Russland                           |             |
| PanAmSat 9  | 50° West   | 28. Juli 2000 | Zenit-3 SL        | aktiv   | Nordamerika, Südamerika, Karibik, Europa              |             |
| PanAmSat 10 | 47,5° Ost  | 14. Mai 2001  | Proton-K/Blok-DM3 | inaktiv | Afrika, Asien, Naher Osten, Europa                    |             |
| PanAmSat 12 |            | 29. Okt. 2000 | Ariane 44LP       | inaktiv | Indien, Süd-Ost-Asien, Südafrika, Naher Osten, Europa |             |
| SBS-6       | 89,3° West | 12. Okt. 1990 | Ariane 44L        | inaktiv | Vereinigte Staaten                                    |             |